# Điều dưỡng viên

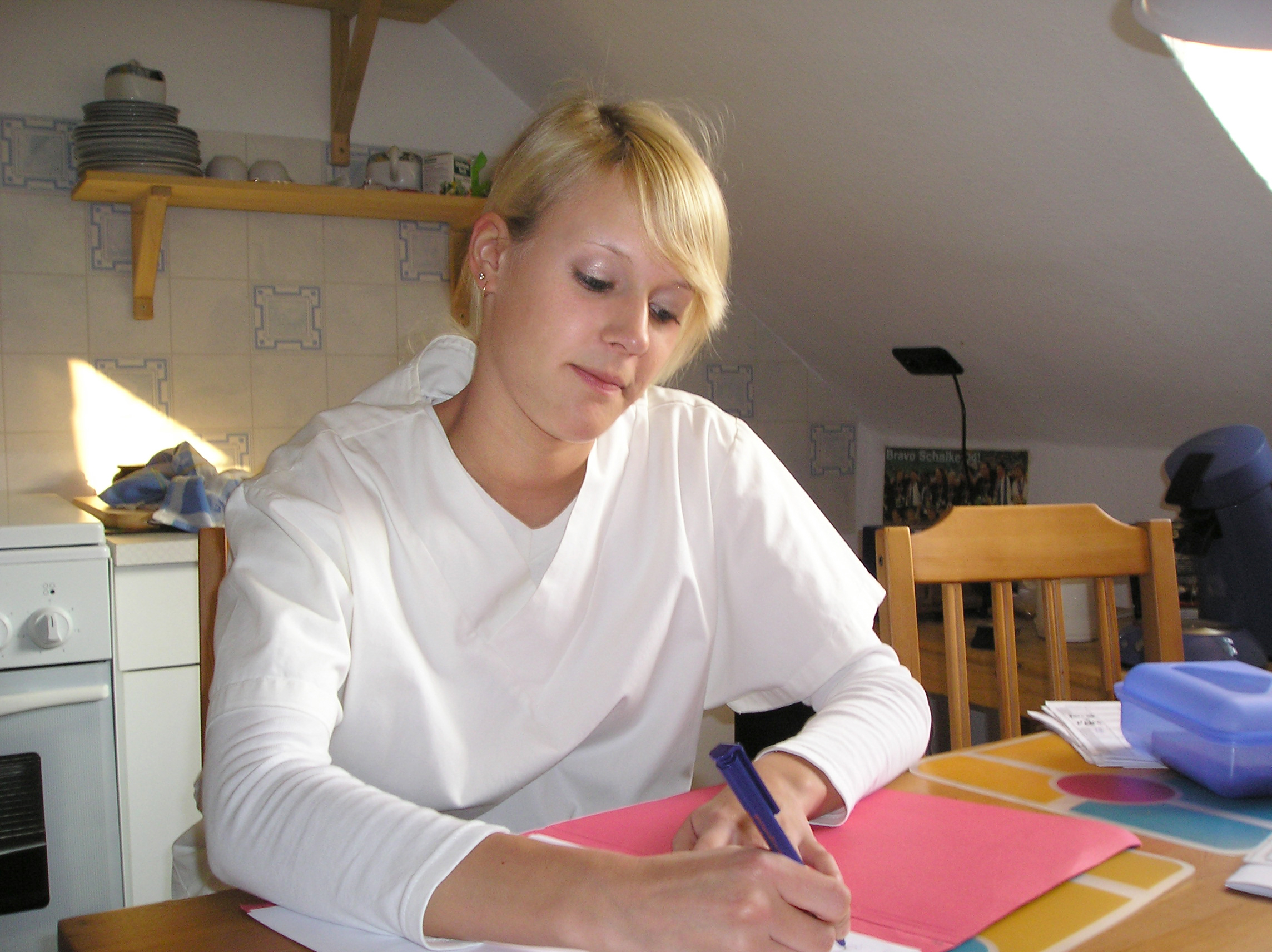
Một nữ điều dưỡng viên ở Đức

Điều dưỡng viên (Registered nurse) là người phụ trách công tác điều dưỡng, chăm sóc sức khỏe, kiểm tra tình trạng bệnh nhân, kê toa thuốc và các công việc khác để phục vụ cho quá trình chăm sóc sức khỏe ban đầu cho đến phục hồi, trị liệu cho bệnh nhân. Theo một định nghĩa khác thì Điều dưỡng viên (bao gồm cả nam và nữ) là những người có nền tảng khoa học cơ bản về điều dưỡng, đáp ứng các tiêu chuẩn được kê toa tùy theo sự giáo dục và sự hoàn thiện lâm sàng. và được cấp phép hành nghề. Ở Việt Nam trước đây người điều dưỡng được gọi là Y tá, có nghĩa là người phụ tá của người thầy thuốc. Ngày nay, điều dưỡng đã được xem là một nghề độc lập trong hệ thống y tế do đó người làm công tác điều dưỡng được gọi là điều dưỡng viên. Người điều dưỡng hiện có nhiều cấp bậc, trình độ và đã được quy định rất cụ thể và chi tiết trong hệ thống ngạch bậc công chức theo các văn bản quy định của Bộ Nội vụ nước Cộng hòa xã hội chủ nghĩa Việt Nam.

## Vai trò

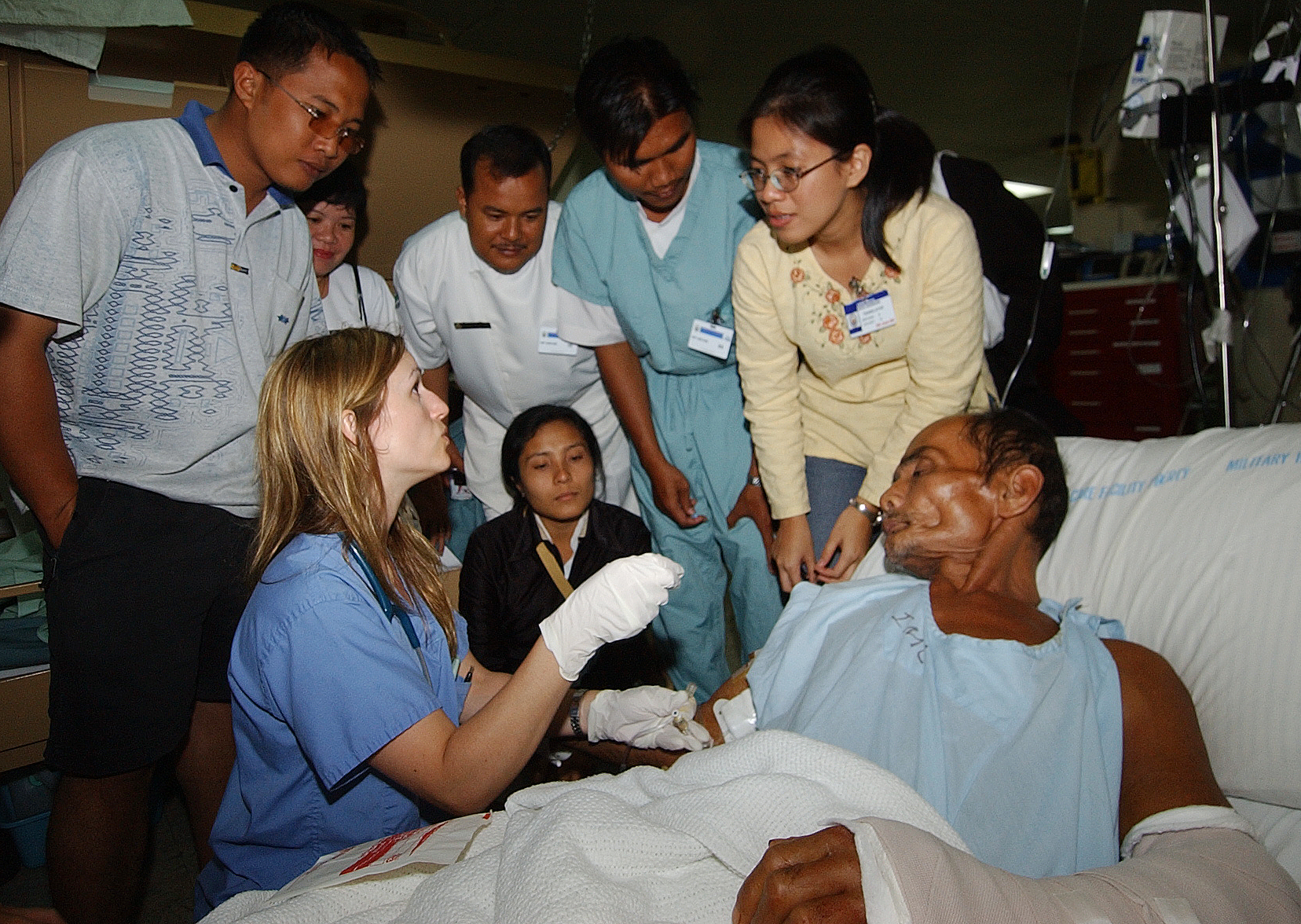
Một nữ điều dưỡng viên đang sơ cứu lâm sàng và khám tổng quát cho bệnh nhân

Lực lượng điều dưỡng viên (kể cả nữ hộ sinh) giữ vai trò nồng cốt trong hệ thống chăm sóc sức khỏe ban đầu với mục tiêu chẩn đoán, điều trị, chăm sóc các nhu cầu thiết yếu của người dân trong việc nâng cao sức khỏe, duy trì, phục hồi và dự phòng bệnh tật ở ba tuyến: tuyến đầu, tuyến sau, và tuyến cuối kết hợp với các chuyên ngành khác trong toán chăm sóc sức khỏe. Tại các nước phát triển Anh, Mỹ, Canada,... cũng như các nước đang phát triển như Thái Lan, Philippines. Malaysia,... Điều dưỡng viên đã được nâng cao vai trò trong việc quản lý các cơ sở y tế ban đầu, bệnh viện, toán chăm sóc sức khỏe, tham gia khám và điều trị – chăm sóc các bệnh cấp và mãn tính theo chuyên ngành của điều dưỡng và có mặt trong hầu hết các lãnh vực khác và là nghề đang được kính trọng nhất hiện nay. Riêng tại Việt Nam thì tình hình không khả quan và còn nhiều tồn tại, mặc dù trình độ đào tạo và phạm vi thực hành của điều dưỡng Việt Nam hiện nay đã có nhiều thay đổi, song trong nhận thức chung về vai trò của người điều dưỡng chưa được cập nhật phù hợp với thực tế.

## Công việc

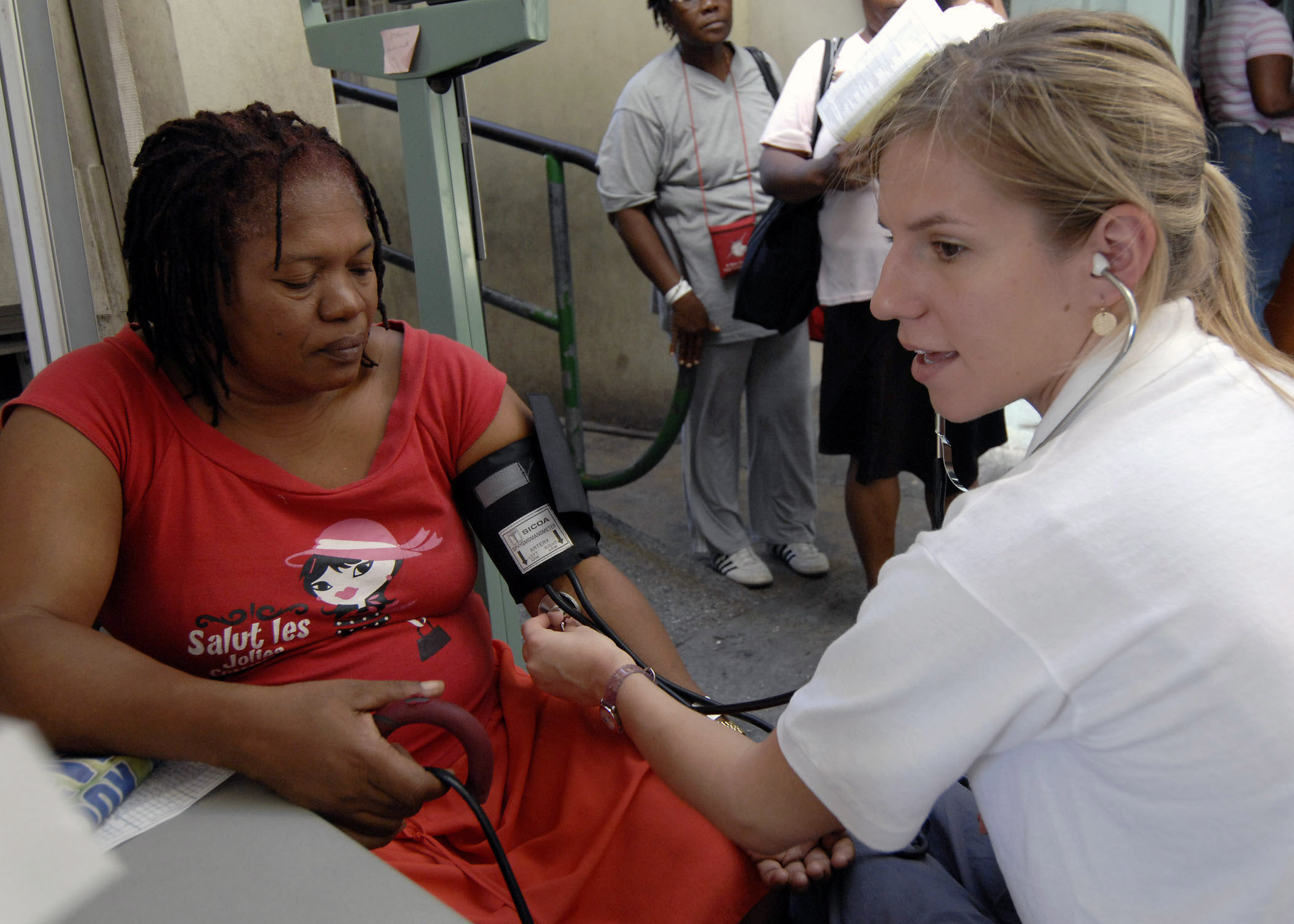
Một nữ điều dưỡng viên Hoa Kỳ

- Người chăm sóc, thăm khám: Mục tiêu cơ bản của người điều dưỡng là thúc đẩy sự giao tiếp, hỗ trợ người bệnh bằng hành động, bằng thái độ biểu thị sự quan tâm tới lợi ích của người bệnh. Mọi máy móc và kỹ thuật hiện đại không thay thế được sự chăm sóc của người điều dưỡng vì các thiết bị này sẽ không tác động được tới cảm xúc và điều chỉnh hành động cho thích ứng với những nhu cầu đa dạng của mỗi cá thể.
- Người truyền đạt thông tin: Người điều dưỡng thông tin với đồng nghiệp và các thành viên khác trong nhóm chăm sóc về kế hoạch và việc thực hiện kế hoạch chăm sóc cho mỗi người bệnh. Mỗi khi thực hiện một sự can thiệp về chăm sóc, người điều dưỡng ghi chép vào hồ sơ những nhận xét và những thủ thuật đã thực hiện cũng như sự đáp ứng của người bệnh. Người điều dưỡng thường xuyên giao tiếp cả bằng lời và bằng ngôn ngữ viết mỗi khi bàn giao ca, mỗi khi chuyển người bệnh tới một khoa khác hoặc khi người bệnh ra viện hay chuyển tới một cơ sở y tế khác.

- Người tư vấn: Tư vấn là quá trình giúp đỡ người bệnh nhận biết và đương đầu với những căng thẳng về tâm lý hoặc những vấn đề xã hội. Người điều dưỡng tập trung khuyến khích người bệnh xây dựng ý thức tự kiểm soát. Tư vấn có thể thực hiện với một cá thể hoặc nhóm người và đòi hỏi người điều dưỡng phải có kỹ năng để phân tích tình hình, tổng hợp thông tin, đánh giá quá trình tiến triển của người bệnh sau khi đã được tư vấn. Ngày nay, việc chú trọng nhiều tới việc nâng cao và duy trì sức khỏe hơn là chỉ chữa bệnh thuần túy. Vì vậy, người bệnh cần có thêm kiến thức để tự theo dõi và chăm sóc nhằm rút ngắn ngày nằm viện.

- Người biện hộ cho người bệnh: Người biện hộ nghĩa là thúc đẩy những hành động tốt đẹp nhất cho người bệnh, bảo đảm cho những nhu cầu của người bệnh được đáp ứng. Ngoài ra, người điều dưỡng còn có vai trò là người lãnh đạo, người quản lý, người làm công tác nghiên cứu điều dưỡng và là những chuyên gia giỏi về chăm sóc lâm sàng.

## Tại Việt Nam

### Lịch sử hình thành
Cuối thế kỷ XIX, khi các bệnh viện đầu tiên của Việt Nam được người Pháp thành lập thì ngành điều dưỡng và nghề điều dưỡng viên mới chính thức được hình thành. Lúc đầu những người điều dưỡng được đào tạo tại các bệnh viện theo cách "cầm tay chỉ việc" để làm công việc phục vụ. Đến năm 1946, các khóa đào tạo y tá, hộ sinh nông thôn được mở ra và sau đó tăng lên trình độ trung học vào cuối những năm 1960. Hệ đào tạo cao đẳng và đại học điều dưỡng được bắt đầu vào cuối thế kỷ XX. Từ năm 2000 trở đi, ngành điều dưỡng Việt Nam có những thay đổi như hình thành được hệ thống quản lý điều dưỡng ở các cấp với 65% Sở Y tế các tỉnh đã bổ nhiệm điều dưỡng trưởng, 84,7% các bệnh viện có phòng điều dưỡng, công tác đào tạo điều dưỡng đã nâng lên được hai bậc ở trình độ cao đẳng và đại học, thực hành điều dưỡng đang có chuyển biến thông qua thực hiện chăm sóc người bệnh toàn diện, vị trí xã hội của người điều dưỡng đã được nhìn nhận.

### Thực trạng
Ở Việt Nam, cứ một bác sĩ thì có 1,5 điều dưỡng, trong khi tỷ lệ tối thiểu mà Tổ chức Y tế Thế giới khuyến cáo là 1 bác sĩ/4 điều dưỡng. Tỷ lệ này ở Việt Nam cũng là thấp nhất trong khu vực Đông Nam Á. Thiếu người, trình độ chưa cao, áp lực công việc lớn cũng là yếu tố làm tăng tần suất rủi ro của các điều dưỡng viên. Một khảo sát tại Bệnh viện Nhi Trung ương năm 2003 cho thấy, có tới 75% số nhân viên y tế bị vật sắc nhọn đâm khi làm việc (tiêm truyền, bẻ ống thuốc...) mặc dù đa số có đeo găng tay. Gần 93% trong số đó là điều dưỡng viên. Số lần gặp rủi ro này trung bình là 5 lần mỗi năm, có trường hợp đến 67 lần. Phần lớn trong số họ bị vật sắc nhọn đâm xuyên thấu qua da nên nguy cơ mắc các bệnh lây qua đường máu rất cao.